# Марк Фурий Камилл (консул 8 года)
Марк Фу́рий Ками́лл (лат. Marcus Furius Camillus; родился около 26 года до н. э. — умер, предположительно, в 37 году) — древнеримский военачальник и политический деятель из патрицианского рода Фуриев Камиллов, ординарный консул 8 года и наместник Африки в 17—18 годах.

## Биография
Из биографии Камилла хорошо известны два факта: в 8 году Камилл добился консулата, а в 17—18 годах находился в должности проконсула Африки. Во время его проконсульства во вверенной ему провинции вспыхнуло восстание Такфарината. Бывший солдат римских вспомогательных войск организовал нумидийскую армию по римскому образцу, вступил в союз с мавретанцами и киннифиями, и начал грабить римские города.
Не устрашившись численного превосходства противника, Камилл выступил против Такфарината с одним легионом, двумя конными алами и вспомогательными легковооружёнными отрядами, и разбил вражеское войско, оттеснив бежавших в пустыню. За эту славную победу он был удостоен триумфальных почестей. Тацит в своих «Анналах» удостаивает его сравнением с его великим предком Марком Фурием Камиллом. Поскольку он не имел серьёзных политических амбиций, это не помешало ему быть в хороших отношениях с Тиберием и входить в коллегию арвальских братьев.

## Примечание
1. ↑  Corpus Inscriptionum Latinarum 6, 2031